# Philander mcilhennyi
Philander mcilhennyi e вид опосум от семейство Didelphidae. Видът обитава Южна Америка в страните Бразилия и Перу. Космената покривка на тялото е черна с изключение на петната над очите.